# Piotr Wadecki
Piotr Wadecki (* 11. Februar 1973 in Elbląg) ist ein  polnischer Radsporttrainer und ehemaliger Radrennfahrer.

## Karriere
Wadecki wurde 1997 Radprofi. Er konnte in seiner Zeit bei den belgischen Radsportteams Domo-Farm Frites, Quick Step und Lotto-Domo beziehungsweise beim polnischen Mróz die Internationale Friedensfahrt und eine Etappe bei Paris–Nizza gewinnen. 2005 fuhr er bei der polnischen Mannschaft Intel-Action. Er gewann eine Etappe der Hessen-Rundfahrt und zwei Etappen sowie das Gesamtklassement des Course de la Solidarité Olympique. 2006 fuhr er für CCC Polsat-Polkowice. Nach der Saison 2006 beendete er seine Karriere. Wadecki bestritt zweimal die Tour de France, bei der sein bestes Ergebnis der 43. Platz in der Gesamtwertung war.
Nach der Beendigung seiner aktiven Sportlaufbahn wurde Wadecki polnischer Nationaltrainer. Nach dem WM-Sieg seines Schützlings Michał Kwiatkowski wurde er 2014 mit dem Goldenen Verdienstkreuz der Republik Polen ausgezeichnet.
Piotrs jüngerer Bruder Adam Wadecki ist ebenfalls ehemaliger Radprofi.

## Palmarès
1996
- Tour de la Martinique

1997
- eine Etappe Tour of Japan
- Gesamtwertung und zwei Etappen Course de la Solidarité Olympique
- Polnischer Meister – Straßenrennen
- eine Etappe Bałtyk-Karkonosze Tour

1999
- Gesamtwertung und eine Etappe Szlakiem Grodów Piastowskich
- eine Etappe Polen-Rundfahrt
- drei Etappen Bałtyk-Karkonosze Tour

2000
- eine Etappe Polen-Rundfahrt
- Polnischer Meister – Straßenrennen
- Polnischer Meister – Einzelzeitfahren
- Gesamtwertung und drei Etappen Szlakiem Grodów Piastowskich
- Internationale Friedensfahrt
- drei Etappen Ägypten-Rundfahrt
- eine Etappe Tour of Japan
- eine Etappe Bałtyk-Karkonosze Tour

2001
- eine Etappe Paris–Nizza
- eine Etappe Giro della Provincia di Lucca

2005
- Gesamtwertung und eine Etappe Course de la Solidarité Olympique
- Pomorski Klasyk
- eine Etappe Hessen-Rundfahrt